# Gerry Humphreys (Fußballspieler)
Gerald „Gerry“ Humphreys (* 14. Januar 1946 in Llandudno) ist ein ehemaliger walisischer Fußballspieler. Zumeist als Flügelspieler eingesetzt, war der fünffache U-23-Auswahlspieler im erweiterten Kader des FC Everton, der 1970 die englische Meisterschaft gewann. Ein echter sportlicher Durchbruch blieb ihm dort jedoch verwehrt und erst im weiteren Verlauf der 1970er-Jahre wurde er beim Viertligisten Crewe Alexandra zum Stammspieler.

## Sportlicher Werdegang
Die aktive Karriere des im äußersten walisischen Norden geborenen Humphreys begann 1963 östlich der nahen walisisch-englischen Grenze in Liverpool beim FC Everton. Nach anfänglichen Einsätzen in der Reservemannschaft bestritt er in der Saison 1965/66 erstmals zwei Erstligapartien in der A-Mannschaft. Dabei war sein Debüt am 16. April 1966 gegen Leeds United (1:4) Teil einer Kontroverse, da Trainer Harry Catterick eine Woche vor dem wichtigen FA-Cup-Halbfinale gegen Manchester United seine „B-Mannschaft“ und konsequent keinen der elf Stammspieler aufs Feld geschickt hatte. Unter ähnlichen Vorzeichen stand sein zweiter Auftritt am letzten Spieltag gegen Leicester City – zehn Tage vor dem Pokalendspiel –, in dem Catterick ohne drei Stammspieler die nächste deutliche Niederlage (0:3) billigend in Kauf nahm. Auf den nächsten Auftritt musste er lange warten und nach weiteren Einsätzen in sportlich wenig bedeutsamen Partien im Frühling 1968 vertrat er ab Ende Oktober 1968 Stammspieler Jimmy Husband für vier Partien in Serie. Bei zwei weiteren Begegnungen in der Saison 1968/69 gelangen ihm die einzigen beiden Erstligatore in seiner Karriere. In der Meistersaison 1969/70 absolvierte Humphreys lediglich gegen Manchester City (1:0) für Johnny Morrissey ein Ligaspiel für Everton auf der linken Flügelposition, bevor es den mittlerweile fünffachen walisischen U-23-Nationalspieler im Juni 1970 nach London zum Konkurrenten Crystal Palace zog.
Der gewünschte Durchbruch blieb für ihn jedoch auch bei „Palace“ aus. Bei elf Ligaeinsätzen in der Spielzeit 1970/71 stand Humphreys nur viermal in der Startelf. Ein Torerfolg war ihn dabei nicht vergönnt und noch vor Ablauf der Saison wechselte er im Januar 1971 zurück in den englischen Norden in die vierte Liga zu Crewe Alexandra. Dort waren die großen sportlichen Erfolge rar und ein Aufstieg im Besonderen außerhalb der Reichweite, aber bis 1977 war er mit 193 Ligaeinsätzen zumeist eine feste Größe in der Mannschaft. Seine beste Torausbeute verzeichnete er in der Saison 1972/73 mit insgesamt elf Treffern. Nach dem Ende der Profilaufbahn kehrte Humphreys in seine walisische Heimat zurück, um die aktive Karriere bei Klubs wie dem Rhyl FC ausklingen zu lassen.